# Доленя Вас-при-Ракі
Доленя Вас-при-Ракі (словен. Dolenja vas pri Raki) — поселення в общині Кршко, Споднєпосавський регіон, Словенія. Висота над рівнем моря: 184,1 м.